# Медаль Эглестона
Медаль Эглестона (англ. The Thomas Egleston Medal for Distinguished Engineering Achievement) — высшая награда Ассоциации выпускников Школы инженерного дела и прикладных наук Колумбийского университета, присуждаемая с согласия декана Школы инженерного дела и прикладных наук Колумбийского университета. Вручается за выдающееся достижение в инженерном деле или прикладных науках. Лауреат должен быть выпускником Школы инженерного дела и прикладных наук Колумбийского университета.
Награждение проводится с 1939 года. Только в 1997 году первая женщина, получила медаль Эглестона — Анна Казанчян-Лонгобардо.

## Лауреаты
Наиболее известные лауреаты: 
- 2011: Массимино, Майкл Джеймс
- 2007:  Лотфи Заде
- 2005:   Кальман, Рудольф
- 1984:  Энгельбергер, Джозеф
- 1977:  Друкер, Даниэль
- 1971:  Миндлин, Рэймонд
- 1955: Риковер, Хайман Джордж
- 1947:  Филипп Спорн[англ.]
- 1939:  Ленгмюр, Ирвинг,  Армстронг, Эдвин,  Гано Данн[англ.]